# Vishnumyces otonephelii
Vishnumyces otonephelii är en svampart som beskrevs av Hosag. & Harish 2010. Vishnumyces otonephelii ingår i släktet Vishnumyces och familjen Asterinaceae.  Inga underarter finns listade i Catalogue of Life.